# Rod Strachan
Rodney Strachan (Santa Monica, 16 ottobre 1955) è un ex nuotatore statunitense.

## Carriera
Ha vinto la medaglia d'oro nei 400 m misti ai giochi di Montréal 1976.

## Palmarès
- Giochi olimpici

Montreal 1976: oro nei 400 m misti.
- Mondiali di nuoto

Belgrado 1973: argento nei 400 m misti.